# Stuart Erwin
Stuart Erwin (Squaw Valley (Californië), 14 februari 1903 - Beverly Hills, 21 december 1967) was een Amerikaanse acteur.

## Levensloop en carrière
Erwin begon met acteren in 1922. Grote rollen zou hij pas spelen in de jaren '30 zoals Under the Tonto Rim (1933), The Stranger's Return (1933), Hold Your Man (1933), Going Hollywood (1933), Chained (1934), After Office Hours (1935), Ceiling Zero (1936) en Pigskin Parade (1936). Ook in de jaren '40 speelde hij naast grote filmsterren zoals in Our Town (1940) naast William Holden en in The Bride Came C.O.D. naast James Cagney en Bette Davis. 
Erwin was gehuwd met actrice June Collyer van 1931 tot zijn dood in 1967. Collyer overleed drie maanden later.